# 923A busz (Budapest)
A budapesti 923A jelzésű éjszakai autóbusz Békásmegyer, HÉV-állomás és a Szentlőrinci úti lakótelep között közlekedett. Az éjszakai viszonylatot a Budapesti Közlekedési Zrt. üzemeltette.

## Története
2005. december 31-étől 923A jelzésű szilveszteri sűrítőjárat közlekedett Békásmegyer, HÉV-állomás és a Szentlőrinci úti lakótelep között. Utoljára 2008. január 1-jén járt.

## Útvonala
| Szentlőrinci úti lakótelep felé | Békásmegyer, HÉV-állomás felé |
| --- | --- |
| Békásmegyer, HÉV-állomás vá. – Ország út – Mátyás király út – Rákóczi utca – Szentendrei út – Flórián tér – Pacsirtamező utca – Lajos utca – Zsigmond tér – Árpád fejedelem útja – Bem rakpart – Gyóni Géza tér – Margit híd – Jászai Mari tér – Szent István körút – Nyugati tér – Teréz körút – Erzsébet körút – Blaha Lujza tér – József körút – Ferenc körút – Boráros tér – Soroksári út – Helsinki út – Topánka utca – Szent Erzsébet tér – Kossuth Lajos utca – Mártírok útja – Temesvár utca – Ady Endre tér – Wesselényi utca – Orsolya utca – Pacsirta utca – Virág Benedek utca – Köves út – Tarcsay utca – Szent László utca – Szentlőrinci úti lakótelep vá. | Szentlőrinci úti lakótelep vá. – Szent László utca – Tarcsay utca – Köves út – Virág Benedek utca – Ábrahám Géza utca – Eperjes utca – Wesselényi utca – Ady Endre tér – Temesvár utca – Mártírok útja – Kossuth Lajos utca – Szent Erzsébet tér – Szent Imre herceg utca – Ferenc utca – Topánka utca – Helsinki út – Soroksári út – Vágóhíd utca – Mester utca – Ferenc körút – József körút – Blaha Lujza tér – Erzsébet körút – Teréz körút – Nyugati tér – Szent István körút – Jászai Mari tér – Margit híd – Germanus Gyula park – Árpád fejedelem útja – Zsigmond tér – Lajos utca – Pacsirtamező utca – Flórián tér – Szentendrei út – Rákóczi utca – Batthyány utca – Széchenyi utca – Bercsényi utca – Mátyás király út – Szentendrei út – Ország út – Békásmegyer, HÉV-állomás vá. |

## Megállóhelyei
| 0  | Békásmegyer, HÉV-állomás végállomás               | 83 | 943                            |
| 1  | Pünkösdfürdő utca                                 | 81 |                                |
| 4  | Mátyás király út (↓) Csillaghegy (↑)              | 80 |                                |
| ∫  | Bercsényi utca                                    | 79 |                                |
| ∫  | Mátyás király út                                  | 79 |                                |
| ∫  | Pozsonyi utca                                     | 78 |                                |
| ∫  | Attila utca                                       | 77 |                                |
| ∫  | Czetz János köz                                   | 76 |                                |
| 6  | Rómaifürdő                                        | 75 |                                |
| ∫  | Római tér                                         | 74 |                                |
| 8  | Aquincum                                          | 73 |                                |
| 9  | Záhony utca                                       | 72 |                                |
| 10 | Köles utca                                        | 71 |                                |
| 12 | Bogdáni út                                        | 70 |                                |
| 13 | Raktár utca                                       | 69 | 901, 937                       |
| 14 | Flórián tér                                       | 68 | 901, 937                       |
| 15 | Kiscelli utca                                     | 66 |                                |
| 16 | Tímár utca                                        | 65 |                                |
| ∫  | Nagyszombat utca                                  | 64 |                                |
| 17 | Galagonya utca                                    | ∫  | 960                            |
| 21 | Kolosy tér                                        | 63 | 960                            |
| 22 | Zsigmond tér                                      | 60 | 960                            |
| 23 | Császár-Komjádi uszoda                            | 59 | 960                            |
| 25 | Margit híd (↓) Margit híd, budai hídfő (↑)        | 58 | 931, 960 6                     |
| 27 | Margitsziget                                      | 56 | 931, 960 6                     |
| 28 | Honvéd utca (↓) Tátra utca (↑)                    | 55 | 931 6                          |
| ∫  | Nyugati pályaudvar (buszvégállomáson)             | 53 | 914, 931, 950 6                |
| 32 | Nyugati pályaudvar (Teréz körúton)                | 48 | 914, 931, 950 6                |
| 33 | Aradi utca                                        | ∫  | 979 6                          |
| 34 | Oktogon                                           | 47 | 979 6                          |
| 36 | Király utca                                       | 45 | 6                              |
| 37 | Wesselényi utca                                   | 44 | 6                              |
| 43 | Blaha Lujza tér (↓) Rákóczi út (↑)                | 42 | 907, 908, 921, 931, 956, 973 6 |
| ∫  | Népszínház utca                                   | 41 | 907, 908, 921, 931, 956, 973 6 |
| 44 | Rákóczi tér                                       | 40 | 6                              |
| 45 | Baross utca                                       | 38 | 909 6                          |
| 47 | Üllői út (Ferenc körút) (↓) Üllői út (↑)          | 36 | 914, 950, 966, 979, 979A 6     |
| 48 | Mester utca (↓) Mester utca (Ferenc körút) (↑)    | 35 | 966, 979, 979A 6               |
| 52 | Boráros tér                                       | ∫  | 966, 979, 979A 6               |
| ∫  | Bokréta utca                                      | 34 |                                |
| 53 | Haller utca                                       | ∫  | 966, 979, 979A                 |
| ∫  | Haller utca                                       | 32 |                                |
| ∫  | Mester utca                                       | 31 |                                |
| 54 | Millenniumi Kulturális Központ                    | 30 | 966, 979, 979A                 |
| 55 | Közvágóhíd                                        | 30 | 901, 937, 966, 979, 979A       |
| 57 | Földváry utca (↓) Koppány utca (↑)                | 25 | 966                            |
| 58 | Beöthy utca (↓) Tagló utca (↑)                    | 24 | 966                            |
| 59 | Illatos út                                        | 23 | 966                            |
| 60 | Timót utca                                        | 22 | 966                            |
| 61 | Soroksári út 158. (Arzenál Áruház)                | 21 | 966                            |
| 62 | Szabadkai út                                      | 20 | 966                            |
| 64 | Pesterzsébet felső, HÉV-állomás                   | 18 | 966                            |
| 66 | Pesterzsébet, Baross utca (↓) Baross utca (↑)     | 17 | 952, 966                       |
| 67 | Pesterzsébet, városközpont                        | 16 |                                |
| 68 | Ady Endre utca                                    | 15 |                                |
| 69 | Szent Erzsébet tér                                | 13 |                                |
| 70 | Tátra tér                                         | 12 |                                |
| 71 | Mártírok útja (↓) Kossuth Lajos utca (↑)          | 11 |                                |
| 73 | Nagyszőlős utca (↓) Nagysándor József utca (↑)    | 10 | 952                            |
| 74 | Mézes utca (↓) Zobor utca (↑)                     | 8  |                                |
| 75 | Magyar utca                                       | 8  |                                |
| 76 | Temesvár utca (↓) Mártírok útja (↑)               | 7  |                                |
| 77 | Pesterzsébet, Ady Endre tér (↓) Ady Endre tér (↑) | 6  |                                |
| 78 | Eperjes utca (↓) / Wesselényi utca (↑)            | 6  |                                |
| ∫  | Eperjes utca                                      | 5  |                                |
| 78 | Szalárdi Mór utca                                 | ∫  |                                |
| 79 | Pacsirta utca                                     | ∫  |                                |
| 80 | Előd utca                                         | 3  |                                |
| 81 | Jahn Ferenc Kórház                                | 2  |                                |
| 82 | Szent László utca (↓) Tartsay utca (↑)            | 1  |                                |
| 83 | Szentlőrinci úti lakótelep végállomás             | 0  |                                |